# Galina Sergejewna Netschkassowa
Galina Sergejewna Netschkassowa (russisch Галина Сергеевна Нечкасова; * 7. März 1989 in Nowosibirsk) ist eine russische Biathletin.

## Karriere
Galina Netschkassowa trat international erstmals bei den Sommerbiathlon-Weltmeisterschaften 2011 in Nové Město na Moravě in Erscheinung. Im Sprintrennen platzierte sie sich mit fünf Schießfehlern auf dem 25. Platz, im auf dem Sprint basierenden Verfolgungsrennen wurde sie mit erneut fünf Fehlern 19. Mit Olga Abramowa, Anton Schipulin und Dmitri Jaroschenko kam sie auch im Mixed-Staffelrennen zum Einsatz und gewann als Startläuferin mit den erfahrenen Läufern den Weltmeistertitel.
Bei den Militärweltspielen 2017 in Sotschi gewann Netschkassowa zusammen mit Tatjana Akimowa und Uljana Kajschewa die Goldmedaille im 7,5 km Sprint.

## Statistik

### Platzierungen im Biathlon-Weltcup
Die Tabelle zeigt alle Platzierungen (je nach Austragungsjahr einschließlich Olympische Spiele und Weltmeisterschaften).
- 1.–3. Platz: Anzahl der Podiumsplatzierungen
- Top 10: Anzahl der Platzierungen unter den ersten zehn (einschließlich Podium)
- Punkteränge: Anzahl der Platzierungen innerhalb der Punkteränge (einschließlich Podium und Top 10)
- Starts: Anzahl gelaufener Rennen in der jeweiligen Disziplin
- Staffel: inklusive Mixed- und Single-Mixed-Staffeln

| Platzierung         | Einzel | Sprint | Verfolgung | Massenstart | Staffel | Gesamt |
| ------------------- | ------ | ------ | ---------- | ----------- | ------- | ------ |
| 1. Platz            |        |        |            |             |         |        |
| 2. Platz            |        |        |            |             |         |        |
| 3. Platz            |        |        |            |             |         |        |
| Top 10              |        |        |            |             | 1       | 1      |
| Punkteränge         |        | 1      | 2          |             | 1       | 4      |
| Starts              | 2      | 4      | 2          |             | 2       | 10     |
| Stand: Karriereende |        |        |            |             |         |        |